# Interlands Estisch voetbalelftal 1940-1949
Deze pagina toont een chronologisch en gedetailleerd overzicht van de interlands die het Estisch voetbalelftal heeft gespeeld in de periode 1940 – 1949. Het onafhankelijke Estland werd in 1940 door Sovjet-troepen bezet en daarna in 1941 door Duitse troepen. In 1944 werd Estland door de Sovjet-Unie ingelijfd. Het bezette Baltische land herkreeg in 1991 de onafhankelijkheid.

## Interlands

### 1940
|                                                                      |                          |       |                   |                                                                                          |
| 18 juli Vriendschappelijk № 107 «onderlinge duels» 19:00 uur (UTC+2) | Estland                  | 2 – 1 | Letland           | Kadriorustadion, Tallinn Toeschouwers: 7.000 Scheidsrechter: Valerijonas Balčiūnas (LTU) |
| 18 juli Vriendschappelijk № 107 «onderlinge duels» 19:00 uur (UTC+2) | Richard Kuremaa 20', 84' |       | 85' Fricis Kaņeps | Kadriorustadion, Tallinn Toeschouwers: 7.000 Scheidsrechter: Valerijonas Balčiūnas (LTU) |

|                                                            |          |       |         |  |
| 11 augustus Vriendschappelijk Officieus «onderlinge duels» | Litouwen | 2 – 0 | Estland |  |
| 11 augustus Vriendschappelijk Officieus «onderlinge duels» |          |       |         |  |

|                                                               |         |       |          |  |
| 7 september Baltische Beker 1940 Officieus «onderlinge duels» | Estland | 1 – 1 | Litouwen |  |
| 7 september Baltische Beker 1940 Officieus «onderlinge duels» |         |       |          |  |

|                                                               |         |       |         |  |
| 8 september Baltische Beker 1940 Officieus «onderlinge duels» | Letland | 2 – 2 | Estland |  |
| 8 september Baltische Beker 1940 Officieus «onderlinge duels» |         |       |         |  |

### 1941
- Geen interlands gespeeld

### 1942
|                                                           |         |       |         |  |
| 3 augustus Vriendschappelijk Officieus «onderlinge duels» | Letland | 4 – 0 | Estland |  |
| 3 augustus Vriendschappelijk Officieus «onderlinge duels» |         |       |         |  |

|                                                            |         |       |         |  |
| 18 augustus Vriendschappelijk Officieus «onderlinge duels» | Estland | 1 – 8 | Letland |  |
| 18 augustus Vriendschappelijk Officieus «onderlinge duels» |         |       |         |  |

### 1943
- Geen interlands gespeeld

### 1944
- Geen interlands gespeeld

### 1945
|                                                            |          |       |         |  |
| 5 september Vriendschappelijk Officieus «onderlinge duels» | Litouwen | 2 – 3 | Estland |  |
| 5 september Vriendschappelijk Officieus «onderlinge duels» |          |       |         |  |

|                                                             |         |       |          |  |
| 17 september Vriendschappelijk Officieus «onderlinge duels» | Estland | 1 – 2 | Litouwen |  |
| 17 september Vriendschappelijk Officieus «onderlinge duels» |         |       |          |  |

### 1946
- Geen interlands gespeeld

### 1947
|                                                           |          |       |         |  |
| 12 oktober Vriendschappelijk Officieus «onderlinge duels» | Litouwen | 0 – 0 | Estland |  |
| 12 oktober Vriendschappelijk Officieus «onderlinge duels» |          |       |         |  |

### 1948
|                                                                |          |       |         |  |
| 27 september Baltische Beker 1948 Officieus «onderlinge duels» | Litouwen | 2 – 1 | Estland |  |
| 27 september Baltische Beker 1948 Officieus «onderlinge duels» |          |       |         |  |

|                                                                |         |       |         |  |
| 28 september Baltische Beker 1948 Officieus «onderlinge duels» | Letland | 1 – 1 | Estland |  |
| 28 september Baltische Beker 1948 Officieus «onderlinge duels» |         |       |         |  |

### 1949
|                                                              |          |       |         |  |
| 23 oktober Baltische Beker 1949 Officieus «onderlinge duels» | Litouwen | 2 – 1 | Estland |  |
| 23 oktober Baltische Beker 1949 Officieus «onderlinge duels» |          |       |         |  |

|                                                              |         |       |         |  |
| 24 oktober Baltische Beker 1949 Officieus «onderlinge duels» | Letland | 2 – 1 | Estland |  |
| 24 oktober Baltische Beker 1949 Officieus «onderlinge duels» |         |       |         |  |

EJL · A-internationals · Bondscoaches · Statistieken · Estisch vrouwenelftal · Olympisch elftal · Estland U21 · Estland U20 · Estland U19 · Estland U18 · Estland U17 · Estland U16
1920 – 1929 ·
1930 – 1939 ·
1940 – 1949 ·
1950 – 1990 · 
1990 – 1999 ·
2000 – 2009 ·
2010 – 2019 ·
2020 − 2029
OS 1924
1920 ·
1921 ·
1922 ·
1923 ·
1924 ·
1925 ·
1926 ·
1927 ·
1928 ·
1929 · 
1930 · 
1931 · 
1932 · 
1933 · 
1934 · 
1935 · 
1936 · 
1937 · 
1938 · 
1939 · 
1940 · 
1941 · 
1942 · 
1943 · 1944 · 
1945 · 
1946 · 
1947 · 
1948 · 
1949 · 
1950 – 1990 · 
1991 · 
1992 · 
1993 · 
1994 · 
1995 · 
1996 · 
1997 · 
1998 · 
1999 · 
2000 · 
2001 · 
2002 · 
2003 · 
2004 · 
2005 · 
2006 · 
2007 · 
2008 · 
2009 · 
2010 · 
2011 · 
2012 · 
2013 · 
2014 · 
2015 · 
2016 ·
2017 ·
2018 ·
2019 ·
2020
Albanië ·
Andorra ·
Angola ·
Antigua en Barbuda ·
Argentinië ·
Armenië ·
Azerbeidzjan ·
België ·
Bosnië-Herzegovina ·
Brazilië ·
Bulgarije ·
Canada ·
Chili ·
China ·
Cyprus ·
Denemarken ·
Duitsland ·
Ecuador ·
Egypte ·
El Salvador ·
Engeland ·
Equatoriaal-Guinea ·
Faeröer ·
Fiji ·
Filipijnen ·
Finland ·
Frankrijk ·
Georgië · 
Gibraltar ·
Griekenland ·
Hongarije ·
Hongkong ·
Ierland ·
IJsland ·
Indonesië ·
Irak ·
Israël ·
Italië ·
Jordanië ·
Kazachstan ·
Kirgizië ·
Kroatië ·
Letland ·
Libanon ·
Liechtenstein ·
Litouwen ·
Luxemburg ·
Malta ·
Marokko ·
Mexico ·
Moldavië ·
Montenegro ·
Nederland ·
Nieuw-Caledonië ·
Nieuw-Zeeland ·
Noord-Ierland ·
Noord-Macedonië ·
Noorwegen ·
Oekraïne ·
Oezbekistan ·
Oman ·
Oostenrijk ·
Polen ·
Portugal ·
Qatar ·
Roemenië ·
Rusland ·
Saint Kitts en Nevis ·
San Marino ·
Saoedi-Arabië ·
Schotland ·
Servië ·
Slovenië ·
Slowakije · 
Spanje ·
Tadzjikistan ·
Thailand ·
Trinidad en Tobago ·
Tsjechië ·
Turkije ·
Turkmenistan ·
Uruguay ·
Vanuatu ·
Venezuela ·
Verenigde Arabische Emiraten ·
Verenigde Staten ·
Vietnam ·
Wales ·
Wit-Rusland ·
Zweden ·
Zwitserland
Albanië · België · Bulgarije · Denemarken · Duitsland · Engeland · Estland · Finland · Frankrijk · Griekenland · Hongarije · Ierland · IJsland · Israël · Italië · Joegoslavië · Kroatië · Letland · Litouwen · Luxemburg · Nederland · Noord-Ierland · Noorwegen · Oostenrijk · Polen · Portugal · Roemenië · Schotland · Slowakije · Spanje · Tsjecho-Slowakije · Turkije · Wales · Zweden · Zwitserland